# 제시카 알베스

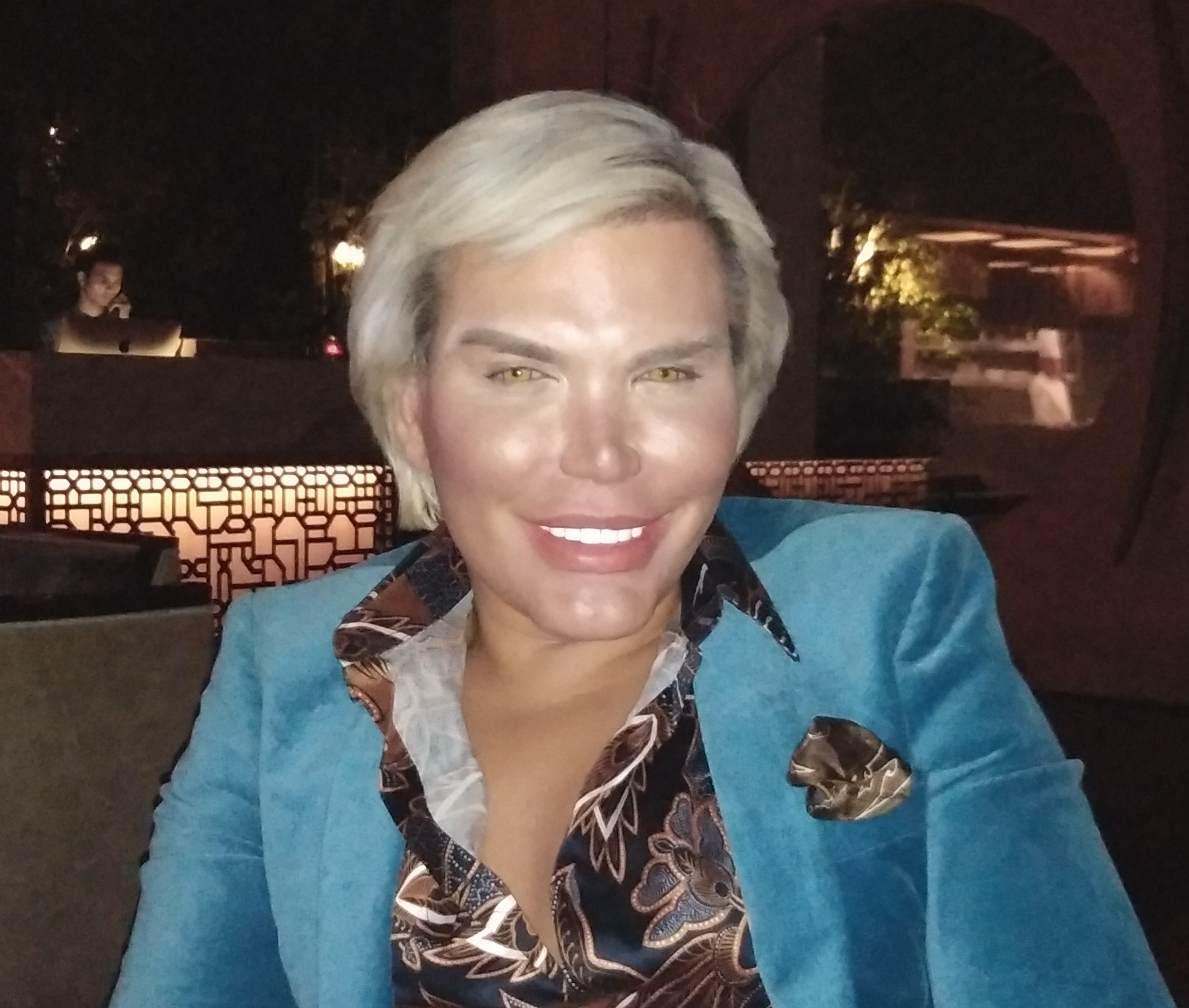

제시카 알베스(Jessica Alves)는 바비인형을 닮으려 성형수술을 한 브라질-영국인이다. 외모를 바꾸기 위해 수십 번의 성형 수술을 받은 것으로 유명한 브라질-영국 텔레비전 인물이다. 성전환을 하기 전에 종종 인간 켄(Ken) 인형으로 불렸다.

## 생애 및 교육
알베스는 1983년 7월 30일 브라질 상파울루에서 브라질인 어머니와 영국인 아버지 사이에서 '로드리고 알베스'라는 이름으로 태어났다. 그녀의 아버지 로서벌 알베스는 1940년대에 브라질에 도착한 포르투갈 가족 출신이다. 처음에 가족은 농업 무역에 종사했지만 슈퍼마켓, 쇼핑 센터 및 부동산을 포함하도록 사업 참여를 확장했다. 어렸을 때 할아버지가 바비 인형을 사주셨어요. 알베스는 태어날 때 남자로 지정되었지만 "3, 4, 5, 6 세"부터 자신을 여성으로 간주하고 인형을 가지고 놀고 옷을 입었다. 그녀는 사람을 성별로 정의해서는 안 된다고 생각한다. 그녀는 수줍음이 많고 어린 시절 내내 괴롭힘을당했다. 십대 때 알베스는 너무 많은 에스트로겐으로 인해 유방 조직이 자라는 호르몬 기능 장애를 겪었다. 그녀의 다른 기능도 괴롭힘에 의해 선택되었다. 그녀의 가족은 브라질에 여러 식료품점을 운영하여 부자가 되었지만 2018년 현재 알베스는 상점과 관련된 수익을 내지 못했다.
알베스는 18세에 런던으로 이주하여 런던 커뮤니케이션 칼리지(London College of Communication)에서 홍보를 공부했다. 그녀는 외조부모로부터 물려받은 돈을 가지고 있다.